# Colin Wili
Colin Wili (ur. 14 września 1998) – szwajcarski narciarz dowolny, specjalizujący się w konkurencji slopestyle. W 2016 roku wystąpił na igrzyskach olimpijskich młodzieży w Lillehammer, zajmując jedenaste miejsce. W zawodach Pucharu Świata zadebiutował 2 grudnia 2016 roku w Mönchengladbach, zajmując 29. miejsce w big air. Tym samym już w swoim debiucie wywalczył pierwsze pucharowe punkty. Na podium zawodów tego cyklu po raz pierwszy stanął 28 stycznia 2017 roku w Seiser Alm, zajmując drugie miejsce w slopestyle'u. Rozdzielił tam Colby'ego Stevensona z USA i Australijczyka Russella Henshawa. W sezonie 2016/2017 zajął 34. miejsce w klasyfikacji generalnej, a w klasyfikacji slopestyle'u był trzeci. W 2017 roku wystartował na mistrzostwach świata w Sierra Nevada, gdzie zajął 28. miejsce w slopestyle'u. W 2019 roku, na mistrzostwach świata w Park City zajął 6. miejsce w slopestyle'u.

## Osiągnięcia

### Igrzyska olimpijskie
| Miejsce | Dzień     | Rok  | Miejscowość | Konkurencja | Zwycięzca      |
| ------- | --------- | ---- | ----------- | ----------- | -------------- |
| 25.     | 9 lutego  | 2022 | Pekin       | Big air     | Birk Ruud      |
| 19.     | 16 lutego | 2022 | Pekin       | Slopestyle  | Alexander Hall |

### Mistrzostwa świata
| Miejsce | Dzień    | Rok  | Miejscowość   | Konkurencja | Zwycięzca        |
| ------- | -------- | ---- | ------------- | ----------- | ---------------- |
| 28.     | 19 marca | 2017 | Sierra Nevada | Slopestyle  | McRae Williams   |
| 6.      | 6 lutego | 2019 | Park City     | Slopestyle  | James Woods      |
| 43.     | 16 marca | 2021 | Aspen         | Bir Air     | Oliwer Magnusson |

### Puchar Świata

#### Miejsca w klasyfikacji generalnej
- sezon 2016/2017: 34.
- sezon 2017/2018: 138.
- sezon 2018/2019: 32.
- sezon 2019/2020: 126.

Od sezonu 2020/2021 klasyfikacja generalna została zastąpiona przez klasyfikację Park & Pipe (OPP), łączącą slopestyle, halfpipe oraz big air.
- sezon 2020/2021: 20.
- sezon 2021/2022: 17.

#### Miejsca na podium w zawodach
1. Seiser Alm – 28 stycznia 2017 (slopestyle) – 2. miejsce
2. Bakuriani – 5 marca 2022 (slopestyle) – 2. miejsce